# Deutscher Arbeiterschützenbund
Der Deutsche Arbeiterschützenbund wurde 1920 gegründet. Der Sitz war 1933 in Karlsruhe, Vorsitzender K. Meißgeier. Es wurden sämtliche Arten des Schießens gepflegt und bis hin zu Deutschen Meisterschaften betrieben. Der Bund war in Gaue, Bezirke und Ortsgruppen gegliedert und gab die Arbeiterschützenzeitung heraus. Der Bund wurde wie alle Arbeitersportvereine 1933 zwangsweise aufgelöst.